# Nordmän
| Nordmän |
| --- |
| Utbredningen av talare av germanska språk år 900, med talare av västnordiska i rött och talare av östnordiska i orange. - Betydelse – forna nordgermanska folk med ursprung i Norden; de talade norrön tunga - Undergrupper – farmän, odalmän, vikingar, väringar - Period – före och under vikingatiden - Relaterade ord – normander, norrmän, Norden (Nordlanden), nordiska språk, norrön |

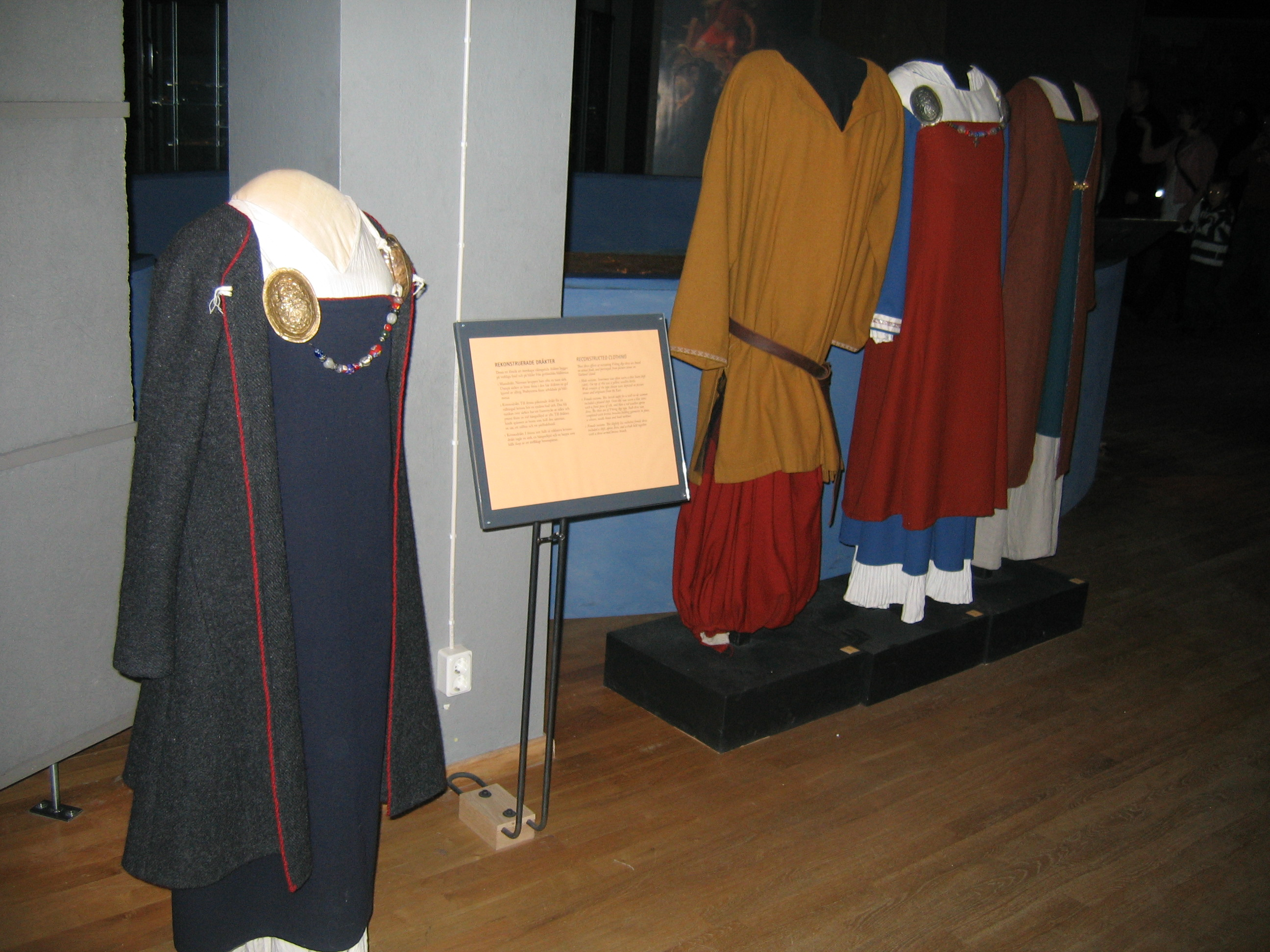
Vikingatida kläder på Historiska museet i Stockholm.

Nordmän (latin normanni eller nordmanni) är de forna nordgermanska folken i Norden. De talade närbesläktade och länge identiska språk, med ett gemensamt namn kallat fornnordiska. Under vikingatiden och tidigare var de utbredda över den södra delen av Skandinaviska halvön samt dagens Danmark. Utflyttning skedde bland annat under vikingatiden västerut över Atlanten, till länder öster om Östersjön samt norrut längs med halvön. Nordmännen var de första kända européerna som besökte och koloniserade Island, delar av Grönland och Nordamerika. Nordmännen bedrev också omfattande handel och gjorde revolutionerande handelsresor från Europa ner till Nordafrika, Mellanöstern och Västra Asien.
Nordmännens ättlingar är numera bosatta i Danmark (danskar och färöingar), Finland (finlandssvenskar), Island (islänningar), Norge (norrmän) och Sverige (svenskar), medan emigranterna längre bort har assimilerats av de lokala befolkningarna. Den största gruppen av personer som anser sig själva ha norskt ursprung lever i dag i USA.
Numera har ordet nordmän kommit att ersättas av viking och ordet nordman används främst för att beskriva just en viking. Enligt historiska fackmän har viking ersatts av ”sjöfarande nordbo under vikingatiden” och de flesta som bodde i Norden under den här tiden var inte vikingar utan bönder, fiskare, jägare och hantverkare.

## Etymologi
Nordmän kallades efter vikingatågens eller nordmannatågens början under 700-talet de skandinaviska krigarflockar som med sina härjningar hemsökte västra och södra Europa. Namnet uppträder i bland annat engelska och frankiska krönikor från vikingatiden i formen nor[d]manni (latinsk pluralform). Efter attacken på Lindisfarne i England bad således munkarna, enligt traditionen, Gud att beskydda dem från furor normannorum, det vill säga från nordmännens raseri. Det ligger vidare bakom det franska landskapsnamnet Normandie eftersom nordmän, huvudsakligen från Danmark och det som i dag är södra Sverige, år 911 fick Normandie som län under franska kronan.
Namnet normanni är en latinisering av det fornfrankiska "nortmann". I sin historia om Karl den store skriver Einhart angående "daner och svear", att de kallas "nordmannos" av frankerna. Nordmän blev ett samlingsnamn för de nordiska folken bland sydligare boende germanskspråkiga såsom nämnda franker, och hos saxare och engelsmän. På samma sätt kunde en söderman i Norden betyda en man från Tyskland. För svear och daner var dock en nordman, en man från Norge, medan islänningar och färingar kunde säga östman när de menade en norrman. Å andra sidan var en östman i Norge detsamma som en svensk.
På modern danska och norska är en nordman(d) en person från Norge, medan vi i Sverige har två begrepp; norrman motsvarar här det danska och norska ordet, medan nordman har den generella betydelsen "vikingatida skandinav". Det förra ordet är inhemskt. I Danmark och Norge motsvaras svenskans nordman av ”nordbo”/”nordbor” (som ju också finns i svenskan). 
Ordet finns noterat i svensk skrift från år 1769, och Erik Gustaf Geijer använde sig av begreppet i sin diktning.
"Daner" var ett annat samlingsnamn för folken i Norden (oavsett om de verkligen kom från Danmark eller inte) som användas av såväl tyskar, som engelsmän och franker. I Grekland och Ryssland sammanfattades nordborna under namnet varangoi respektive varjager, vilket ursprungligen var beteckningen för de nordiska krigarna i den grekiske kejsarens edsvurna livgarde – "väringarna".
Nordmännen själva saknade, så vitt man vet, ett etniskt sammanfattande namn. När man ville tala om de nordiska folken som en enhet, i exempelvis de isländska sagorna, utgick man i stället från det gemensamma språket "dansk tunga" eller geografin "Nordlanden". Möjligen fungerade namnet "daner" som en övergripande term i samröret med utomnordiska folk. Detta skedde på grund av namnets ryktbarhet och för att utlänningar ofta kallade nordborna så, har historikern Eric Christiansen föreslagit.

## Historik

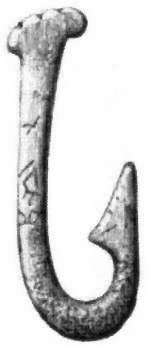
Metkrok av ben från stenåldern, funnen i Skåne.

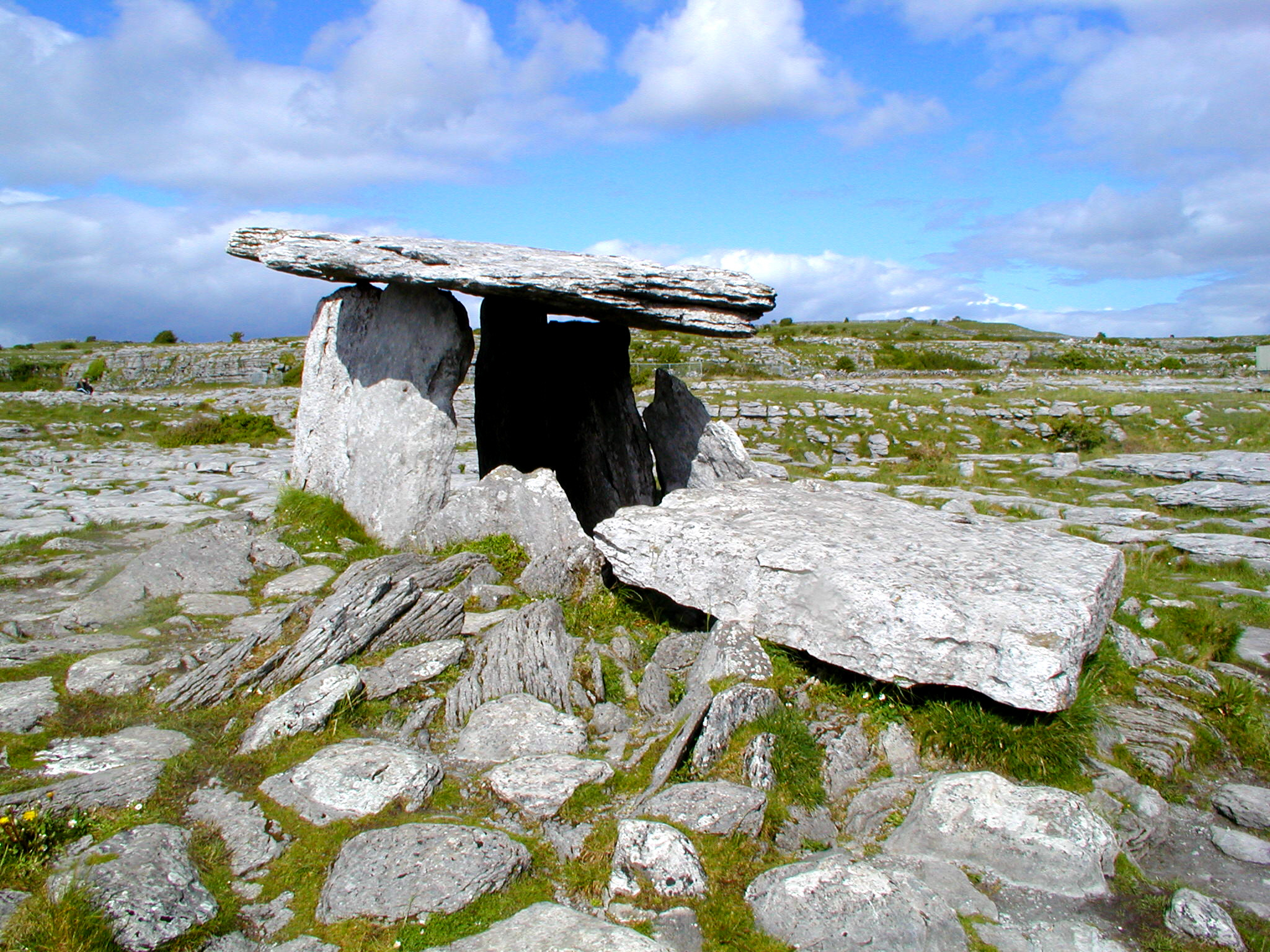
En megalitgrav av typen dös från tidig neolitikum.

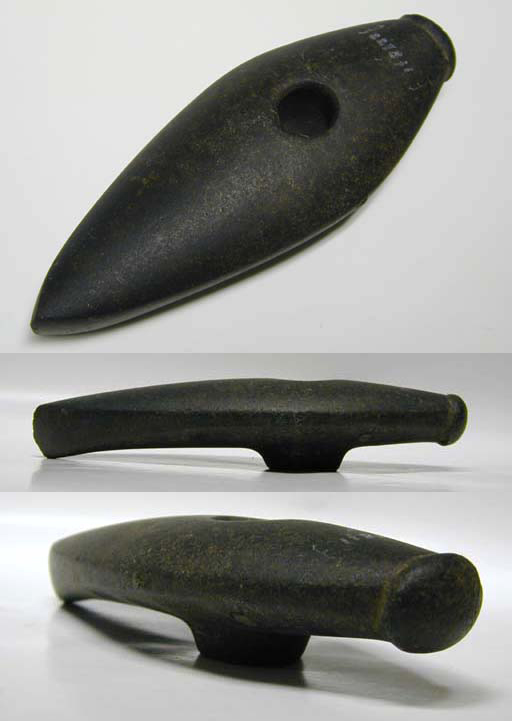
Stridsyxa från södra Sverige.

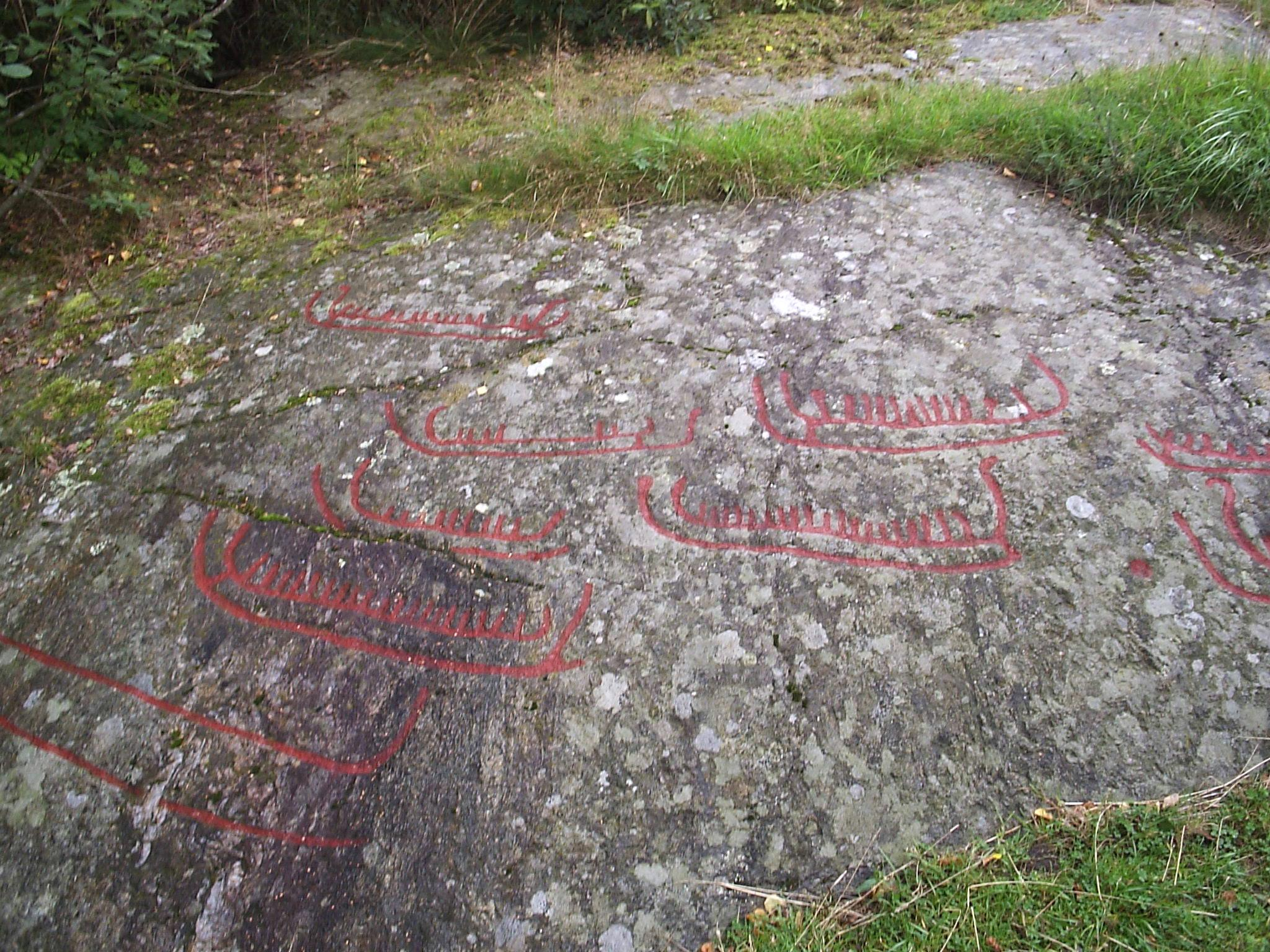
Vid Basteröd på Tjörn finns denna hällristning med bland annat skepp och skålgropar.

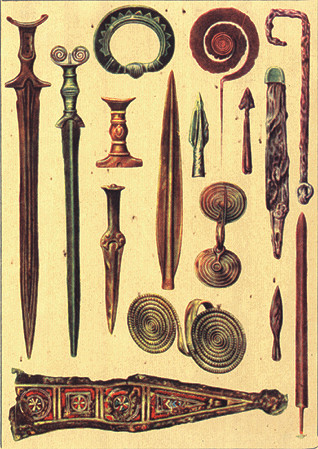
Vapen, smycken och en nyckel från bronsåldern och den äldre järnåldern.

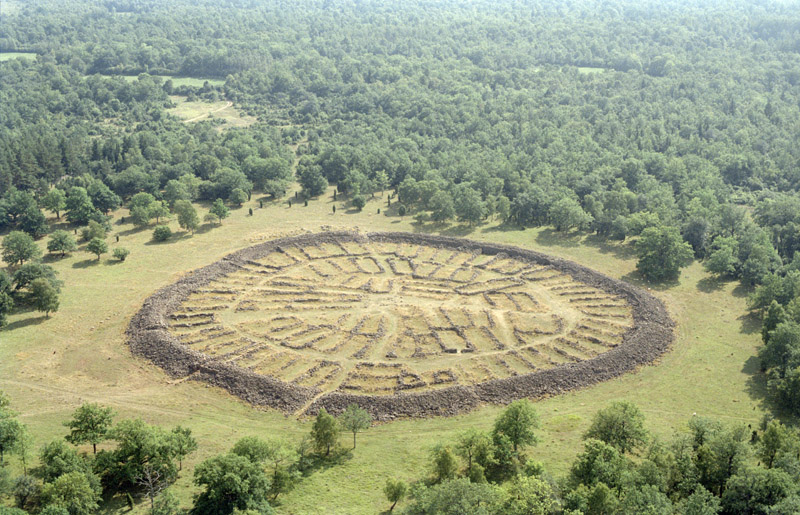
Flygfoto över Ismantorps fornborg från 1997.

Äldre runraden.

Yngre runraden. Långkvistrunor överst och kortkvistrunor underst.

### Stenåldern
Den moderna människan kom till Europa för ca 40 000 år sedan. Efter fynd i Frankrike vid Cro Magnon kallas denna art ibland Cromagnonmånniskan. Arten kom till Norden under paleolitikum (äldre stenålder) för 13 000 år sedan. De var mörkhyade och blåögda. Cirka 3 000 år senare invandrar en andra grupp som hade levt av älg- och renjakt i Ryssland, och hade med sig bättre verktyg. De nådde nordligaste Sverige för 10 000 år sedan öster- eller norrifrån, övergick snabbt till säljakt och fiske. De befolkade Skandinavien norrifrån under mesolitikum via Norges kustland ned till södra Skandinavien. Spår av båda grupperna finns i autosomalt DNA hos dagens befolkning.

### Bondestenåldern
Under neolitikum (bondestenåldern) invandrade söderifrån en befolkning med trattbägarkultur för 6 000 år sedan, men forskningen visar att den neolitiska bondeinvandringen har haft mindre demografisk betydelse bland svenskar (och sannolikt även norrmän) än på kontinenten.
Dessa föregångare till nordmännen var skandinaver med germanskt ursprung, och de härstammade genetiskt från en etablerad bondekultur som blandades med den invandrade nomadiska Jamnakulturen under dess folkvandringsvåg västerut cirka 3000–2500 f.Kr.. Den folkvandringen skulle (åtminstone till Skandinavien) i första hand ha genomförts av manliga migranter i vad som kan liknas vid erövringståg, underlättat av tekniska innovationer som rytteri, vagnar och metallhantering.
Först ett par tusen år efter de första böndernas ankomst verkar det som att jägar-samlar-gruppen beblandade sig med bönderna i dagens södra Sverige och upphörde att leva enbart på jakt och fiske. Inga raka manslinjer sedan den tidiga jordbrukande befolkningen har återfunnits i dagens svenska befolkning, däremot manliga linjer från den tidens jägarkultur, och kvinnliga linjer från båda kulturerna.
Stridsyxekulturen, även känd som båtyxkulturen i den äldre litteraturen, betecknar en relativt enhetlig arkeologisk kultur som förekommer i ett område av södra Sverige-Norge som sträcker sig från Bornholm och Skåne i söder till Uppland i norr och längs den norska kusten upp till Tröndelag. Den är en regional variant av kontinentens Snörkeramisk kultur (Corded Ware culture) som förekommer i nordöstra Europa under tredje årtusendet före Kristus. C14-dateringar av gravar daterar fenomenet eller kulturkomplexet till ca 2 950–2 300 f.Kr., men i vissa regioner på kontinenten försvinner den tidigare. Det finns  få dateringar från Sverige, men de äldsta är från tiden runt 2 900-2 800 f.Kr. Stridsyxkulturen i Sverige var samtida med den gropkeramiska kulturen och dessa kulturer fanns parallellt under flera hundra år.

### Bronsåldern
Bronsåldern i Sydskandinavien anses ha startat cirka 2 000 f.Kr. när införseln av brons till Norden började. Denna metall har gett namn åt tidsperioden. Bronsåldern varar från cirka 1 800 f.Kr. till cirka 500 f.Kr. Den härskande klassen utvecklade i början av bronsåldern ett speciellt gravskick där man begravde folk i urholkade ekstamskistor över vilka man uppkastade stora gravhögar. Flera gravhögar har undersökts och ytterst välbevarade rester efter de dåtida människorna har kunnat dokumenteras.
Under den varma bronsåldern, invandrade ytterligare en grupp till kustnära platser i Nordeuropa och Norden från sydväst, den så kallade klockbägarkulturen. Den gruppen förde med sig kunskaper om metallhantering, båtbyggande, hästar och boskapsskötsel, och gener för rött hår. Kunskaper om metaller hade ursprungligen utvecklats i området kring Svarta havet, och hade vidareutvecklats i Västeuropa, där människor lärde sig att framställa brons ur tennfyndigheter på Iberiska halvön och i Cornwall i England. Bärnstensfynden upphör plötsligt i skandinaviska gravar för 3 500 år sedan, men dyker i stället upp i Sydeuropa, och mängden importerad brons från dessa platser ökar i stället explosionsartat i Skandinavien som ett tecken på byteshandel.
De danska ristningsplatserna finns oftast utmed kusterna eller intill större vattendrag. Kiviksgraven i östra Skåne är en av de märkligare hällristningsplatserna i Sydskandinavien. Även den stora hällen med ett flertal stridsvagnar från cirka 1 300 f.Kr. i Gryt socken norr om Kristianstad tillhör de märkligare. Hällristningar från bronsåldern i Sverige visar alltifrån hingsthetsningar (Örsta, Angarns socken i Vallentuna kommun), en avancerad båtbyggnadsteknik (vid Basteröd på Tjörn) till ett mer avancerat kollektivt fiske (Nämforsen i Näsåker i Sollefteå kommun i Ångermanland) och från bronsåldern i Norge finns hällristningar som har tolkats så att de som gjort dessa har dyrkat solen.
Under bronsåldern har gravskicket ändrats till att de döda har bränts och askan placerats i en urna.

### Järnåldern
De första skriftliga källorna som berättar om nordmännen och deras förfäder är från romersk järnålder (perioden från Kristi födelse till 400 e.Kr.) när Plinius den yngre ca 25 e.Kr. utförligt beskriver en romersk expedition till Norden. Denne berättar att romarna hade rundat den Cimbriska halvön (dvs. Jylland) och anlänt i den Codanska bukten (Kattegatt?). Där fanns flera öar varav den mest kända var Scatinavia (i den tidigaste utgåvan av Pomponius Melas De Situ Orbis (III, 6, 54) skriven trettio eller fyrtio år tidigare benämnt Codannovia). Öns storlek ansågs okänd, men i en del av den bodde en stam som kallades hillevionum gente i 500 byar och de betraktade sitt land som en värld för sig. Det som har slagit kommentatorer är att denna stora stam är okänd för eftervärlden, om det inte är fråga om en felskrivning för Illa suionum gente, vilket då skulle betyda ungefär "de beryktade svearna".
Den romerske statsmannen och historikern Publius Cornelius Tacitus (omkring 55–omkring 120 e.Kr.) skrev det etnografiska verket De origine et situ Germanorum (Germania) från 98, där olika folkslag gemensamt kallade germaner, och deras kultur beskrivs. Tacitus uppehåller sig särskilt kring svearnas olika stammar, och deras koppling till Goterna, samt beskriver han två år före Kristi födelse deras unika skeppsbyggnadskonst: De äro starka genom flottor. Fartygens form avviker (från den vanliga) däruti, att en i båda ändar befintlig förstäv bildar en till landning alltid färdig framsida. Man varken betjänar dem med segel eller fäster åror i rad vid sidorna. Roddverket är löst, som på vissa floder, och flyttbart på båda sidor, allteftersom omständigheterna fordra.

### Folkvandringstiden
Folkvandringstiden brukar anses ha pågått från romersk järnålderns slut omkring 400 till omkring 550, och var i Norden en dynamisk period, med riksbildningar runtom i Sverige, pampiga kungagravar i form av gravhögar och imponerande gravgåvor som gav en försmak av gravfälten i de svenska Valsgärde och Tuna samt engelska Sutton Hoo under Vendeltiden. Vid denna tid grundades också många gårdar och mindre byar, som än idag gett ortnamn åt samhällen och städer.
Den 16-typiga runraden som de flesta runstenar är skrivna med, ersatte under folkvandringstiden den 24-typiga i hela Skandinavien vilket tyder på starka kungar med nära kontakt.
Under folkvandringstiden har nya folk kommit till Norge och ruiner av fornborgar har tolkats som att denna period har präglats av krig och oroligheter. Nordiska fornborgar antas ha varit i bruk från Kristi födelse till vikingatid. Ett fåtal fornborgar har även använts under medeltiden, vilket bekräftats av källbelagda rapporter (Arvidi 1668). Kulmen i borgbyggandet kom under den oroliga folkvandringstiden, 400–550 e. Kr. I Sverige finns drygt 1200 registrerade fornborgar i fornminnesregistret, merparten ligger i mälarlandskapen. I Södermanland finns 350, Uppland 170 och Östergötland 140. Vidare finns det 115 registrerade fornborgar i Bohuslän och omkring 80 i Småland och på Gotland. Också i Norge och i de baltiska staterna finns fornborgar. Danmark däremot saknar försvarsborgar, kanske deras värn varit uppbyggda av trä istället för av sten som i övriga Norden och därför gått förlorade. Samma torde vara fallet för södra Sverige, till exempel Skåne har enbart tre registrerade fornborgar i fornminnesregistret.
Den romerske historikern Jordanes var av gotisk släkt, och hans första verk kallas i några handskrifter De origine actibusque Getarum ("Goternas ursprung och bedrifter"), allmänt sedan 1800-talet kallad Getica, skriven troligtvis år 551. Jordanes beskriver ön Scandzas geografi och folk, där över 25 folk nämns.
Med den växande handeln mellan Romarriket i söder och de germanska samhällena i Mellaneuropa påverkades även de nordeuropeiska samhällena starkt. Många romerska importföremål har påträffats, särskilt ymnigt och variationsrikt på Själland. Ibland kan artefakter, som exempelvis bägare av glas, vara bättre bevarade i Norden än i Sydeuropa då de i romarriket användes som bruksföremål men här sparades som lyxföremål och lades ner i gravar.
När Norge först nämns i skrift under 700-talet består landet av 29 små kungadömen.

### Vikingatiden

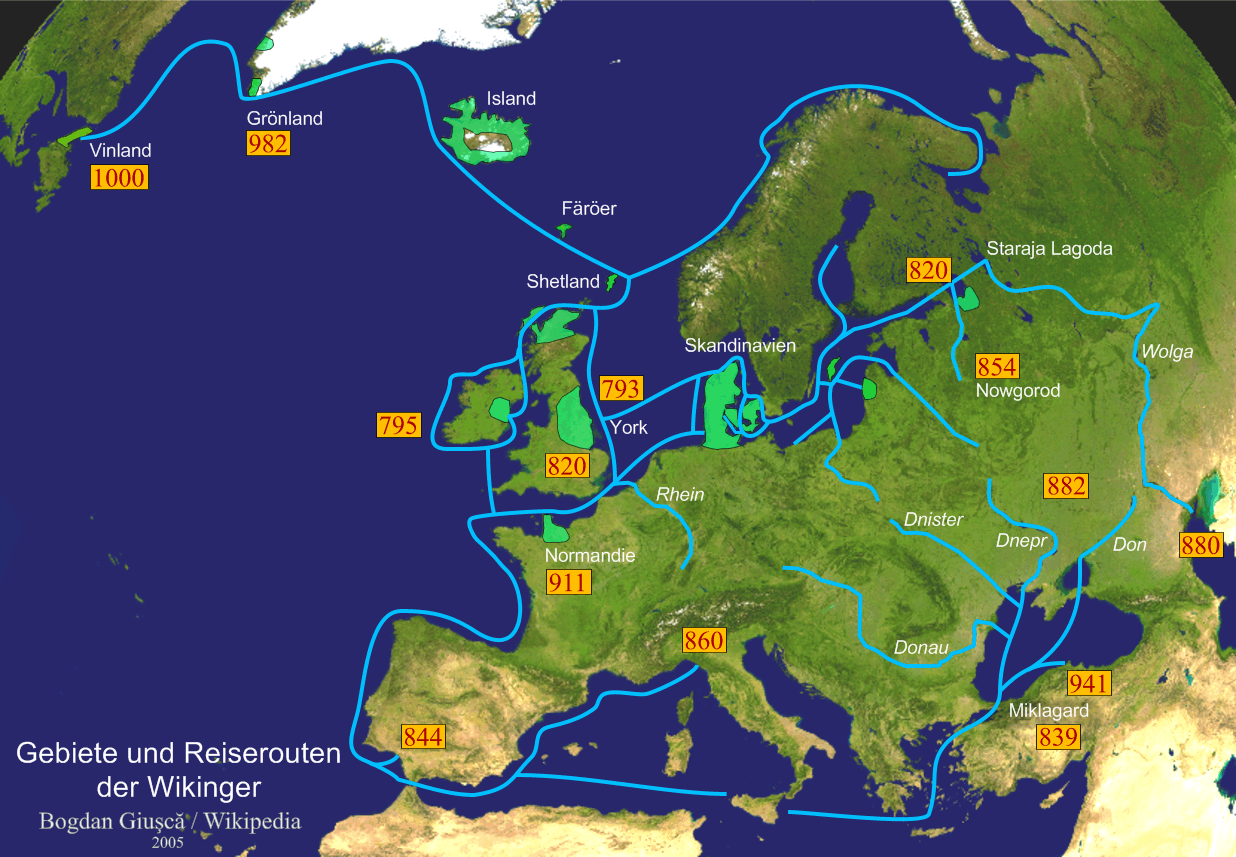
Nordmännens resor under 800–1000-talen.

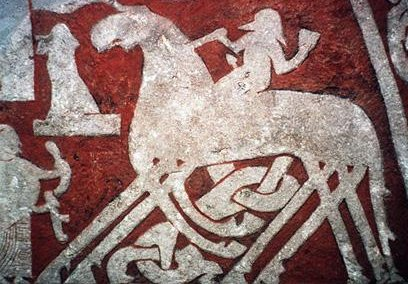
Odens ritt in i Valhall på Sleipner, från Tjängvidestenen funnen i Alskogs socken på Gotland.

Vikingatiden kan även ses som ett sista utslag av folkvandringstiden, och först då dyker ordet Nordmän upp i såväl skandinaviska som europeiska källor.
Nordlanden var den beteckning som nordmännen själva använde om sina länder och detta område, som grovt kan sägas motsvara Skandinavien, bestod till en början av en mängd småländer, motsvarande dagens län och fylken. Nordmännen var nämligen splittrade på ett flertal stammar, bland annat svear, götar, gutar, daner, jutar, raumer och trönder, vilka ofta låg i strid med varandra. Widsith är en anglosaxisk dikt som anses ha skrivits under 900-talet och där nämns tre nordiska folk, svear, götar och daner genom att Beowulf rest med svear och med götar och med Syd-daner (Suþdenum).
Dominerande blev svearna och danerna som kom att upprätthålla två löst sammanbundna riken vilka skulle bli dagens Sverige och Danmark.
De västliga stammarna i nuvarande Norge, ett ord som ursprungligen betecknade en farled, förenades i större områden under 800-talet och i början av 900-talet blev Harald Hårfager, som räknade sin härstamning från den svealändska Ynglingaätten, ledare över hela Vestlandet. De stormän som inte var tillfreds med denna utveckling, flydde till Island och fördrev de tidigare irländska munkar som bott där. På Island bevarades mycket av den gamla nordiska kulturen och språket, medan övriga Nordlanden, efter det att kristendomen införts, tog allt större intryck från sina europeiska grannar i söder, i synnerhet Tyskland. Harald Hårfager lade också under sig Shetlandsöarna och Orkneyöarna. Redan år 870 började norrmän att utvandra till Island. Erik Röde lämnade Norge ungefär år 980 och grundade en bosättning på Grönlands västkust.
Nordmännen var de sista av de germanska folken som kristnades, först runt 500 år efter tyskar och engelsmän. I och med kristnandet övergick efter hand krigs- och plundringstågen i båtburna korståg österut och vikingatiden övergick i medeltiden. Härifrån talar man inte längre om nordmän utan säger istället nordbor eller skandinaver.

## Politik, resor och expansion

### Ledung
Nordlanden, i synnerhet kusterna i Svitjod hade i nuvarande Sverige och Norge ett välorganiserat försvar vilket kallades ledung, och syftade till att ställa en folklig krigsstyrka gentemot sjöburna organiserade attacker från andra riken eller emot sjörövare. Ledungen var i Svitjod centrerat kring husbyar, och organiserat av tinget. Hyenstrand (1974) framhåller i sin avhandling om husbyar i Uppland, Södermanland och Västmanland att husbyarna för det mesta låg kommunikationsmässigt centralt vid vattenleder, åmynningar och vikar. Vid många av dem fanns dessutom kungshögar eller storhögar.
Ledungsskyldigheten utgick i vissa landskap efter härad eller hundare, i andra efter skeppslag (som i många fall senare blev tingslag). Dessa enheter utrustade var och en ett visst antal skepp. Ibland utgjorde skeppslag underindelning av hundare. Även underindelning i hamna förekom.
Varje hundare i Uppland utrustade fyra skepp och varje skeppslag troligen ett skepp eller en stridssnäcka.
De uppländska folklanden Attundaland, Tiundaland och Fjädrundaland utgjordes av åtta, tio, respektive fyra hundare. Från upptagningsområdets 22 hund eller hundare fick man alltså ihop cirka 2200 krigare fördelade på omkring 88 stridssnäckor. Därtill kom kustområdet Roden (vilket sträckte sig in i Mälaren). Namnet på det finska landskapet Satakunda (fi: Satakunta) är en direkt finsk översättning av ordet hundare och det spekuleras att någon form av ledung fanns också i det medeltida Finland.
Ledungen var begynnelsen till bildandet av ett skandinaviskt frälse, grupper av familjer vilka utgjorde ätter som senare ofta kom att utgöra skandinavisk adel. Ledungen övertogs senare av kungamakten, och bönderna fick istället betala ledungsskatt. I Skänningeannalerna från omkring år 1290 heter det att under år 1247, efter Slaget vid Sparrsätra: "Detta år förlorade Upplands allmoge vid Sparrsäter segern och sin frihet, och man pålade dem spannskatt, skeppsvist och flera bördor". Dock är det oklart om kungamakten verkligen lyckades ta ut dessa skatter.
Upplandslagen säger i sin konungabalk, tionde flocken, följande om ledungen:
| ”                       | "Nu bjuder konungen ut lid och ledung, han bjuder ut rodd och redskap; då skall man namnge hamn och stam och styrman och alla roddare" (Nu biuþer kunungar liþ och leþung utt, biuþær utt roþ ok reþ, þa skal næmpnæ hampn ok stampn ok styriman ok hasætæ allæ). | „ |
| – Upplandslagen (1296). | |   |

### Skeppen
Att nordmännen kunde uppbåda en ansenlig ledungsflotta som försvar, och slå till mot områden så långt från sina hemländer berodde på den högt drivna skeppsteknologi som utvecklats i Skandinavien under slutet av yngre järnåldern. Under vikingatiden fanns ett flertal olika skeppstyper och i Egil Skallagrimssons saga återges samtliga av de skeppstyper som vi förknippar med vikingatiden. Dessa uppräknas nedan:
Långskepp är ofta förekommande i sagan vilket beror på att Egil och hans kamrater var kampglada vikingar som ofta företog sjötåg. När till exempel islänningen Arinbjörn beslutade sig för att fara i viking, rustade han tre stora långskepp som kunde bära trehundra man. En annan viking, Torolv, lät sjösätta ett stort långskepp. Han bemannade det med mer än hundra man, allesammans präktiga och välbeväpnade folk. Själv hade Egil ett långskepp som kunde rymma hundra man eller mer.
Det fanns emellertid även mindre långskepp. Torolv, som omtalats ovan, ägde också ett långskepp på endast sextio man. På detta satt ett drakhuvud och han utstyrde det på det präktigaste sätt.
En snäcka var ofta en benämning på ett dåtida krigsskepp, uppenbart gjorde man skillnad på denna typ och ett långskepp. När Torolv och Eyvind lambe skulle besöka kung Harald använde de sig av ett sådant skepp: ”De kom dit med en tjugobänkad, väl bemannad snecka, som de förut haft i viking.” Uppgifter som denna tyder på att snäckorna varit mindre än långskeppen.
Vikingatidens skepp förknippas ofta med dåtidens krigsskepp. Av alla de tiotusentals vikingaskepp som seglat i nordiska vatten har dock endast ett fåtal varit krigsskepp. Övriga skepp har färdats långsamt, legat djupt och varit packade med handelsvaror.
Karven är en sådan ”fredlig” skeppstyp. En karve hade, trots att det varit ett mindre skepp, uppenbart medfört en hög status för sin ägare. I Egil Skallagrimssons saga framgår det att karvarna varit målade på utsidan: ”De hade en karve, som roddes av tolv eller tretton man vid var reling och de hade nära trettio man med sig. Detta skepp hade de vunnit under sommarens vikingafärd. Det var målat ovan vattnet och mycket vackert. När de kom till Tore, blev de väl mottagna och stannade där en tid. Karven låg tältad vid stranden framför gården.” Både skeppstypens begränsade storlek och dess höga status framgår när sagan senare berättar om Rognvald kungasons skepp. Han hade ”en sexårad karve, målad helt och hållet ovan vattnet. I denna hade han med sig tio eller tolv man, som alltid följde honom.”
Direkta handelsskepp fanns i tre olika former: lastbåt, skuta och knarr. En av sagans lastbåtar hade en besättning på tjugo man. En omtalad skuta var bemannad med upp till trettio man och var dessutom mycket snabbrodd. Knarren var vikingatidens största lastskepp. Skeppet var djupgående med höga skrovsidor och var därför väl lämpat för seglatser på Nordsjön och på Atlanten. Tack vare knarrarna kunde nordborna befolka Atlantöarna, inte minst då man på skeppen kunde föra över levande boskap. När Egil Skallagrimsson och hans kamrat Kvällsulv en gång skulle segla iväg ”utrustades två stora knarrar för färden. På vardera hade de trettio vapenföra män och därtill kvinnor och barn.”
Ett unikt dokument finns bevarat som berättar om ett handelsskepps hastighet. I handelsmannen Ottars bevarade resebeskrivning från cirka 870 nämns att han behövde fem dygn att segla från Oslofjorden i Norge till Hedeby, nuvarande Slesvig. Berättelsen återger sjörutten utmed svenska Västkusten och ner genom danska Bälten. Med sexton timmars dagssegling innebär detta en hastighet på fem knop eller en genomsnittlig distans på 75–80 sjömil per dag.

### Nordmännens utrustning
Nordmännens utrustning kunde bestå av yxa, kastspjut eller pilbåge och sköld. Nordmännen hade långbyxor, kolt och mantel av ylle, samt luva eller mössa. Vanligen var det bara stormän och deras hird som hade hjälm, ringbrynjeskjorta och svärd.
Nordmännens svärdsklingor kunde vara damasksmidda, det vill säga att klingan var smidd delvis av kolfritt och delvis av kolberikat stål. Det ger ett vackert mönster av ljust och mörkt stål. Klingor från Rhenlandet i Frankerriket var särskilt eftertraktade på grund av deras höga kvalitet. Som regel stod smedens namn skrivet som ett slags varumärke på klingan.

### Erövring och kolonisation

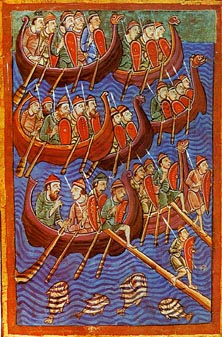
Daner landstiger i England 866. Illustration ur "Miscellany on the life of St. Edmund" från 1130-talet.

Den 8 juni 793 plundrades det engelska klostret Lindisfarne, vilket är det första dokumenterade utomnordiska sjöanfallet utförda av nordmän under den epok som härifrån kallas vikingatiden, även om vissa forskare menar att Attacken vid Dorchester, England, kan ha varit tidigare. Det förmodas dock att vikingatåg genomförda av nordmän i Östersjön har en tidigare historia. Dessa har dock inte blivit dokumenterade. Attacken mot Lindisfarne följdes av otaliga liknande räder, vilka kom att kallas vikingatåg. Men samtidigt med de krigiska angreppen utvidgades också den nordiska handeln och i krigiska erövringars spår följde kolonisation. En nordman vid namn Gånge-Rolf plundrade Paris ett flertal gånger tills den franske kungen, Karl den enfaldige, år 911 gjorde en uppgörelse med honom. Rolf fick således ett grevskap av kungen, mot att Rolf ville försvara området mot andra av sina landsmän. Efter nordmännen fick det namnet Normandie.

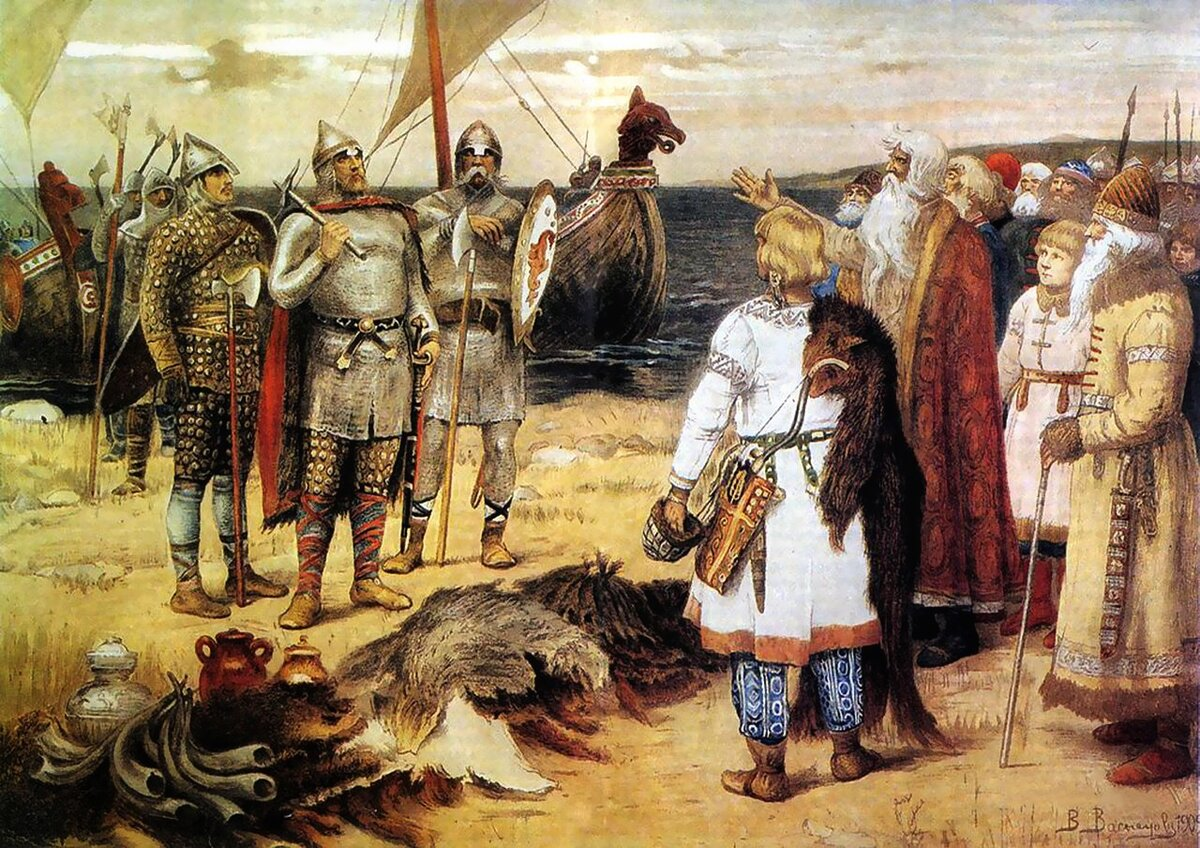
Rurik och hans bror landstiger vid Ladoga. Målning av Apollinarij Vasnetsov.

Under senare hälften av 800-talet erövrades delar av östra England av nordmän. Området fick namnet Danelagen. Det återtogs så småningom av engelsmännen, men på 900-talet kom nordmännen tillbaka. För att undvika att utsättas för plundring måste engelsmännen betala dem tribut, så kallad danagäld. Ändå erövrade den danske kungen Sven Tveskägg så småningom England.
Ryssland hade under 800-talet härjats svårt av nordmän. En svensk hövding vid namn Rurik (Rörik) skall enligt den slaviska Nestorkrönikan så småningom ha tagit makten över landet. Slaverna kallade dessa nordmän för ruser och det rike som härmed grundades fick namnet Ryssland. Av nordmännen kallades landet Gårdarike eller Stora Svitjod (Svitjod var namnet på svearnas rike som skulle bli Sverige). Nordmännen gjorde sedan ofta anfall mot det Bysantinska riket, med Ryssland som bas. De var dock inte lika framgångsrika i dessa strider, bland annat på grund av bysantinernas nyttjande av grekisk eld. Många tog istället tjänst hos den grekiske kejsaren som så kallade väringar.
En nordman vid namn Bjarne Herjolfsson blev i slutet av 900-talet vinddriven från Grönland och upptäckte då en främmande kust i väster. Han landsteg dock aldrig. Han efterföljdes emellertid av Leif Eriksson som landsteg i vad han gav namnet Helluland, och som föreslagits vara Baffinön. Leif betraktas således som den förste europé som upptäckte Amerika. Han förflyttade sig söderut till vad han kallade Markland, antagligen Labradorhalvön eller Newfoundland. Han färdades därefter ytterligare två dygn i sydlig riktning tills han kom till ett land som han benämnde Vinland. Leif återvände så småningom till Grönland. Ett försök till kolonisation gjordes efterhand av ett hundratal individer, men trots goda förutsättningar, upphörde bosättningarna på grund av inre splittring och ständiga strider med indianer, vilka nordmännen kallade skrälingar. Fynd på Baffinön bekräftar att européer varit där. I L'Anse aux Meadows på Newfoundland har man hittat resterna av en nordmannabosättning.

## Demografi

### Språk och kultur
Nordmännen talade ett språk som de själva benämnde dansk tunga eller "danskt mål" och som vi vanligen kallar fornnordiska. Det är moderspråket till dagens nordiska dialekter. Det hade sitt ursprung i den forngermanska dialekt, urnordiska, som talades i Norden under folkvandringstiden. Genom en språklig process kallad den nordiska synkoperingen, kom det nordiska tungomålet att skilja sig markant från de övriga germanska språken. Denna inleddes på 500-talet och gav vid 800-talets början upphov till fornnordiskan.
Nordmännens samhälle var uppbyggt runt ätten. En människas ställning i samhället samt hans rättigheter och skyldigheter utgick främst från dennes släkt. Ätten var en garant för individens säkerhet och skydd. Dråp på en ättemedlem måste gäldas antingen med blod i form av en hämndhandling, så kallad blodshämnd eller genom ett bötesbelopp, mansbot.
Det nordiska samhället var uppdelat på olika sociala skikt. Överst stod kungen, därefter stormännen och krigarna (tegnarna) sedan bönderna och längst ned på skalan befann sig trälarna, vilka var rättslösa och betraktades som egendom. Kungarna höll sig ofta med ett följe av pålitliga krigare benämnt hird.
Religionen är känd i synnerhet tack vare bevarade handskrifter från Island. Några berättelser finns dock från samtiden vilka bland annat nedtecknats av kristna besökare och muslimer. Den nordiska tron omfattade ett panteon av gudar varav de viktigaste synes ha varit Oden (krigets gud), Tor (åskans gud) och Frö (fruktbarhetens gud). Den nordiska tron brukar benämnas asatro efter den viktigaste gudafamiljen asarna. Av nordmännen själva kallades den, vid brytningstiden mellan kristendom och hedendom, för den forna seden. Förutom asar och andra gudar förekom en mängd naturväsen, bland annat jättar, alver och dvärgar, vilka utvecklades till senare tiders folktroväsen. Offerhandlingar, så kallade blot, var ett viktigt inslag. Man offrade vanligtvis mat och boskap, men även människooffer lär ha förekommit enligt kristna krönikörer. Heliga platser och orter för kulthandlingar (motsvarande kristendomens kyrkor) var vi, harg, haugar eller stavgårdar. Den nordiska tron hade sitt ursprung i tidigare forngermanska föreställningar, som den kan sägas utgöra en vidareutveckling av.

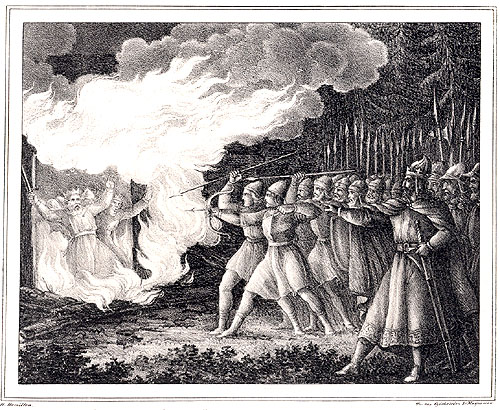
Sagans Ingjald Illråde bränner inne småkungarna i Svitjod.

Strax innan den period som i nordisk historia fått namnet vikingatiden ökade befolkningen i Norden. En ny skeppsteknologi hade också utvecklats, vilket möjliggjorde långfärder med grundgående fartyg. Dessa omständigheter tillsammans med kulturellt klimat som hyllade krigiska eskapader och i vilket värden som heder, mod, styrka och kärvhet betonades, ledde till en kraftfull nordisk expansion i alla väderstreck. Den nordiska utvidgningen hade även en förutsättning i den sociopolitiska situationen i Europa efter Västroms fall. Europa var nu uppdelat i småkungadömen, splittrade av inre stridigheter och i konflikt med varandra. Nordmännens bedrifter kan således på sätt och vis ses som en fortsättning på de germanska folkvandringarna.

### Grupper och grupperingar
Under järnåldern etablerades ättesamhället starkare, och familjetillhörigheten utgjorde ofta en persons status i samhället, trälarna (slavar) utgjorde det lägsta samhällsskiktet i ett förhållandevis väl definierat klansamhälle. Rig (fornnordiska Ríg eller Rígr) är namnet på en fornnordisk gud i Eddadikten "Rigstula" (fornnordiska Rígsþula – Rígs visa) som beskriver hur Rig avlar fram de olika samhällsklasserna (trälar, karlar och jarlar). I inledningen till dikten står det att Rig är ett annat namn för Heimdall, som också beskrivs som mänsklighetens fader i Völuspa.
I Rigstula berättas hur Rig, som är Heimdall i skepnad av en vandringsman, besökte olika hem på jorden och låg med kvinnorna på gårdarna. Med Edda ("mormorsmor") avlade han trälarna, med Amma de fria männen, och med Moder de som hörde till den högsta ätten.
Rig kommer först fram till en stuga där de åldrade hjonen Edda och Ae (Aí, "far- eller morförälders fader") bor. Han bjuds på mat, ger dem råd, och sover sedan mellan Edda och Ae i sängen. Rig vandrar vidare, men nio månader senare föder Edda en pojke som är svartan (mörkhårig). Barnet döps till Träl (Thræl, "träl, slav"), och växer upp till en knotig och ful men stark och seglivad människa. Han gifter sig med krokbenta och solbrända Trälinna (Thír, "slavflicka"), och tillsammans får de tolv barn med namn som mest syftar på lyten, fulhet och krumhet. Dessa blev trälarnas ätt.
På Rigs vidare vandring, kommer han fram till ett trivsamt hus, där bonden och hantverkaren Ave (Afi, "morfar" eller "farfar") och hans fru Amma. Rig får god mat och ger paret råd, och sover sedan även mellan detta par. Nio månader senare föder Amma en pojke med röttlätt hår och hy, som får namnet Karl ("[fri] man"). Karl gifter sig med Snör, som också får tolv barn, alla med namn som anger skönhet eller goda egenskaper. Dessa blir enligt visan anfäder till böndernas ätter.
Slutligen kommer Rig till Faders och Moders rika hem. Fader tillverkar pilbågar och pilar, Moder ägnar sig åt att stryka och stärka kläder. Rig ger dem råd och bjuds en riklig måltid, varpå han lägger sig också mellan dessa tu. Nio månader senare föder Moder sonen Jarl (adelstitel med krigisk anknytning), med skarpa ögon, blekt hår och rosiga kinder. Jarl växer upp till en skicklig krigare. Småningom återvänder Rig och lär Jarl läsa och skriva runor, samt uppmanar Jarl att utöka sina lantegendomar. Rig ger vid detta tillfälle Jarl namnet Rig. Rig (Jarl) ger sig ut på härnadståg och erövrar arton gårdar, därefter friar han via ombud till Hersers ljuslätta, mjukfingrade och kloka dotter Erna ("Den Raska"). Tillsammans får Rig (Jarl) och Erna många barn, där den yngste sonen Kon är klokast och en skicklig krigare dessutom. Kon tävlar mot Rig(Jarl) i runkunnande och segrar, varigenom Kon vinner rätten att heta Rig.
En dag då Rig (Kon) rider ut på jakt möter han en talande kråka, vilken uppmanar honom att istället för jakt söka stridens hetta. Vidare beskriver kråkan Dan ("Dansk") och Danp, vilka har rikare länder än Rig (Kon) och dessutom är skickliga krigare.
Där slutar Rigstula.
Uttryck som av god ätt eller högättad förekommer i litteraturen, och ättens status stod ofta i relation till jordegendom, eller antal skepp, kor eller hästar. En Nordman kunde räknas till mer än en ätt. Dessa kunde dessutom räknas på både fäderne och möderne. Utöver detta är inte mycket känt. Att vissa stormän använde metronymikon istället för det vanliga patronymikon kan dock ses som att moderns börd ibland sågs som viktigare att framhäva än faderns. I tre fall förekommer ätten som rättssubjekt i landskapslagarna, i Hälsingelagen och i Upplandslagen, när ätten ses i dess relation till markägande, genom dess etymologiska koppling till egendom. Enligt detta sätt att se ätten sönderföll ätterna med tiden i byar, medan begreppet frälse snarare tyder på det motsatta, när förnäma ätter bildade en aristokrati, vilken konstituerades av etablerade stormän och förmögna bönder (odal) som av kungen befriades från skatt om de var beredda att ställa upp i hans tjänst "till örs" (örs = häst) med man och häst i full rustning. I senare tid användes begreppet rusttjänst. Dessa ätter kom efter medeltiden att utgöra svensk uradel när frälset organiserades 1625 i Sveriges Riddarhus. Kriterierna för att räknas som svensk uradel är att släktens förfäder år 1400 tillhörde frälset (det vill säga att man antingen gjorde rusttjänst till häst enligt Alsnö stadga och därför var skattebefriade), ingick i det andliga frälset eller hade kungliga privilegier såsom bergsfrälse. Se även ätt och avlingejord.

#### Drottar
Drott eller drotten (fornsvenska drotin) var under fornnordisk tid konunga- och prästtitel. Det var en man som hade ett krigarfölje (isländska drótt), en hird, det vill säga en hövding eller furste. I formen drots kvarlevde titeln in i medeltiden. En drotts hustru kallades drottning, vilket fortfarande är namnet på en kungs hustru eller en kvinnlig monark på de nordiska språken.

#### Jarlar
Jarl var i Norden under tidig medeltid ett ämbete, vars oftast högättade innehavare styrde över ett större område, eller var kungens närmaste man. I de fall där jarlen var kungens högra hand och därmed rikets högste tjänsteman, samt när jarlen var förmyndare för en minderårig kung, används ibland titeln riksjarl för att särskilja honom från de eventuella andra jarlar som fanns i landet.
Den tidigaste användningen av termen är bäst belagd i norska områden, till exempel i Orkneyöarnas historia. I Sverige var ”svearnas jarl” befälhavaren för ledungsflottan.

#### Herse
Herse (på fornnordiska hersir, "hövding") var fram till mitten av 1000-talet en titel på lokala hövdingar i Sverige och Norge, främst i Vestlandet. En herse fick sin auktoritet genom framgångar på handels- och plundringsfärder. Allteftersom ledarskap mer kom att bero på jordinnehav, och kungamakten fick större betydelse, undergrävdes hersarnas ställning och funktion.

#### Skeppshövding
Skeppshövdingar och styrmän är inte sällan omnämnda med namn i litteraturen och på runstenar, och mer kända skeppshövdingar är: Vigmund, som också var runristare, känd genom Örbystenen från Rasbo socken i Uppland med texten: Vigmund lät hugga stenen till minne av sig själv, den skickligaste av män. Gud hjälpe skeppshövdingen Vigmunds själ. Vigmund och Åfrid högg minnesmärket medan han levde. Vidare ristade Likbjörn en sten med texten Ring (?) och Hulte (och) Fastger de lät … stenen efter Vigmar, sin fader, en god skeppshövding. Upplands runinskrifter 1016 har texten: Ljut skeppshövdingen har låtit resa denna sten till minne av sina söner. Den hette Åke, som omkom utomlands. – – – yrde skeppet, han kom till grekernas hamnar, dog hemma. Södermanlands runinskrifter 171 nämner att: Ingefast lät hugga stenen efter Sigvid, sin fader. Han föll i Holmgård som skeppshövding med sitt skeppsfolk. Gylfaginning omtalar att när Ragnarök nalkas kommer Nagelfar att, med Loke som skeppshövding, föra Muspells skaror till slagfältet Vigrid på ön Oskopne där slutstriden står.

#### Stormän

Ätten Bobergs vapen: Sveriges äldsta kända vapensköld (1219) med ännu urskiljbar sköldteckning.

En storman var en framstående och mäktig man under vikingatiden och in på medeltiden, ofta en man som ägde mycket jord. Ibland kallas sådana personer för "hövdingar" i den isländska sagalitteraturen. Svenska stormän kallas i tidiga latinska källor nobiles (adelsmän). De tillhörde frälseätter med hög social ställning med gamla anor och i ätten ärftlig lantegendom, vilken kallades odal. Ofta valdes lagsagans lagman ur sådan ätt.
För deras tidiga härkomst finns inga (av historiker godtagna) belägg. Deras "adelskap", ett begrepp som tillhör en senare tid, är inte grundat på ett (känt) formellt upptagande i en privilegierad grupp. De kallas därför uradel (ur- – som har funnits så länge man minns). Oftast så refereras personer i särskilt rika ifrån järnåldern till vikingatiden gravar som stormän, då det är uppenbart att de varit personer av stor ekonomisk och social status, men det är okänt exakt vad detta innebar. Från tidigt 1200-tal har medlemmar ur stormannaätter heraldiska vapen, som idag främst är kända genom sigill eller från gravmonument, varav det äldsta anses vara bröderna Lars och Sigtrygg Bobergs sigillstamp från 1219. Lägre frälsemän börjar föra heraldiska vapen från sekelskiftet 1300. Vapnen var från början personliga men formaliserades ofta till ättevapen. Vapnet ärvdes vanligen från farssidan med det var inte unikt att enstaka barn eller hela ättegrenar övertog moderns (dvs. morfaderns) vapen. Kvinnor ärvde vapen och tog inte makens, liksom de inte tog hans namn.

#### Lagmän
Lagman är en nordisk ämbetsmannatitel som använts bland annat i Sverige, Norge, Island, Finland och Färöarna. I äldre tid var lagmannen vanligtvis den främste ämbetsmannen inom landskapet. En viktig uppgift var att leda tinget, till exempel alltinget på Island.

#### Biskop
En biskop (från grekiskans epískopos, ungefär ’tillsynsman’) är en överordnad präst (klerk) med ett visst sorts ämbete inom flera kristna samfund. Biskopen är den högste kyrklige ledaren inom ett visst stift. En medeltida biskop i Norden arbetade vid en domkyrka som utgjorde administrativt centrum i ett stift. Till varje stift hörde ett större jordagods, det så kallade biskopsbordet, som förvaltades av biskopen och hans representanter. Dessa egendomar var utspridda här och var i landet och utgjorde summan av jorddonationer från förmögna familjer.

#### Klerker
Klerk (från medeltidslatin clericus) betyder präst, andlig; lärd; skrivare (jämför engelskans "clerk"). Klerikalinstitut är inom romersk-katolska kyrkan officiellt erkända sammanslutningar av präster i syfte att leva ett liv i gemenskap. Den högste kyrklige ledaren inom ett visst stift var en klerk som titulerades biskop.

#### Tegn
Tegn, thegn eller tägn var ett begrepp, en titel, som användes i Skandinavien och England (thegn eller thane) i anslutning till vikingatiden. Inom de nordiska området stavades det þegn. Ofta används det i sammansättningen "en mycket god tegn", till exempel på Velandastenen. Det kan även användas som personnamn. I Sverige förekommer det på runstenar. I England används ordet i handskrivna dokument. Joseph Bosworth beskriver en tegn som en person som "är engagerad i en kungs eller drottnings tjänst, antingen i hushållet eller i landet" och tillägger att ordet "gradvis erhåller en teknisk mening, och blir en term som betecknar en klass". Ordet tegn levde kvar i Skottland och den mest kände tegnen är Shakespeares Macbeth, som i början av pjäsen är Thane of Glamis.
Ordets betydelse i Skandinavien är mer oklar. Enligt riksantikvarieämbetet är de två huvudalternativen fri bonde, odalman, respektive krigare, medlem av kungens hird. Det förekommer även tolkningen att en tegn ursprungligen är en person med funktion i religiösa ritualer, närmare bestämt en försångare (danskans degn).
I Danmark kan man läsa på runstenarna om "thegnar" vilka troligtvis stod kungen nära, samt "drengar", det vill säga stormän. I Sveariket norr om Mälaren förekommer inte ordet "thegnar" på runstenarna vilket ger tydliga bevis på att den inte alls har att göra med sveonernas maktorganisation. Titeln "dreng" förekommer dock även där. Thegn användes dock norr om Mälaren som tillnamn eller som mansnamn, och förekommer som en namndel. Den döde är ofta berömd som goþan þægn (duglig tägn), harþa goþan þægn (mycket duglig tägn), þrottaR þiagn (stark tegn) och så vidare, men även þægna fyrstr (främste bland tägnar) förekommer.

#### Stallare
En stallare var under nordisk medeltid den person som ansvarade för kungens, eller annan person med rätt till hird, stall och hästskötsel. Man vet att stallaren i den kungliga hirden fått förtroendet att agera i kungens namn samt varit hirdens befallningsman. Utöver detta var det också stallaren som ansvarade för kungens resor. Det finns även uppgifter som tyder på att stallaren var kunglig befallningshavare över hela den samlade krigsmakten till lands. Under 1200-talet ersattes stallaren av marsken åtminstone hos den svenska kungen.

#### Landvärnsmän
Landvärnsman var en medeltida militär nordisk term för högre militärer inom ett lands försvar, möjligen ibland att likställa med den senare termen länsherre. Från litteraturen kända landvärnsmän är Hjalmar den hugstore, en svensk sagohjälte som figurerar i den fornnordiska Hervararsagan samt i Orvar Odds saga, en tapper hövding över sveakungen Yngves (eller Anes) landvärnsmän och som förälskar sig i dennes dotter Ingeborg.
På Brostenen, en runsten i Uppland, berättas det om en Assur, som skall ha varit 'landvärnare mot vikingar', som alltså härjade i Östersjön: Ginnlög, Holmgers dotter, syster till Sygröd och till Göt, hon lät göra denna bro och resa denna sten efter Assur, sin man, son till Håkon jarl. Han var landvärnare mot vikingar med Geter. Gud hjälpe nu hans ande och själ.
Enligt Snorre Sturlasson kom Harald Hårdråde till Novgorod i landsflykt år 1031. Konung Jaroslav tog vänligt emot Harald och hans följeslagare. Harald blev anförare för konungens landvärnsmän och jämte honom Eiliv.
I Danmark nämns kung Harald Blåtands landeværnsmand Ejvind, vilken försvarade Danmark mot angripande vikingar. och även i berättelser kung Svend Estridsen är en landeværnsmand mot vikingar nämnd.
Den norske jarlen och sedermera rebelledaren Håkon Ivarsson var under en tid kung Svens landvärnsman emot vikingar, som vid denna tid härjade mycket i Danmark, vender och kurer och andra östersjöfolk.
Såväl Erövringar av utomnordiska regioner som de samtidiga tågen till Frankrike underlättades väsentligen genom att danska tronpretendenter blivit insatta som landvärnsmän i Friesland och att en av dem, Rorik vilken haft Dorestad som förläning, men som blivit av kejsaren fördriven, tilltvang sig Dorestad genom erövring 850, och blev under kejsarens son, kung Lothar I, karolingisk lydkung över Frisland och landvärnsman mot vikingar. Han dog före 882, eftersom hans områden då förlänades till hans kusin Godfred Haraldsson.

#### Ledungsmän
Vid utlyst ledung skulle en vapenför man från varje hamna ställa upp vid skeppet med sköld och svärd, spjut och järnhatt, harnesk eller pansar och båge med tre tolfter pilar. Ledungsmännen anfördes av en skeppshövding. Vapnen kallades folkvapen, och skulle alltid hållas beredda i händelse av krigshot, vilket kallades landvärn. Tyvärr är notiserna om den medeltida ledungen inte endast få och ofullständiga, utan även delvis inbördes motstridiga, och med vissa skillnader inom de nordiska ländernas ledung. I svenska landskapslagar nämnes talet 40, och samma besättningsstyrka synes ha varit den normala i Danmark, åtminstone i teorin. Även i Norge förhärskade skeppen med 20 par åror, men på 1100- och 1200-talen förefaller större fartyg ha förekommit. I Svitjod omtalas att ett hundare skulle ställa upp med 100 ledungsmän och fyra stridskepp, också kallade snäckor, vilka användes under ledungen. Andra källor anger att det normala ledungsskeppet bör ha haft 20 par åror och en besättning på 40 man, säkerligen utom skeppshövdingen..

#### Odalmän
Den större delen av den skandinaviska befolkningen under järnåldern var som i andra regioner bönder och boskapsägare, och den fria jordägande delen bönder kallades i Sverige och Norge för Odal, en historisk arvsrättslig term för jord och gård som under flera generationer ägts av samma släkt.
Dessa odalmän såväl i Sverige som i Norge organiserade via tinget sitt militära försvar bland annat genom ledungen.

#### Landbo
Landbo eller landbonde var en bonde i Sverige som brukade en gård som ägdes av annan under medeltiden och tidigmodern tid. Det svenska begreppet motsvarades av fæstebonde i Danmark, leilending i Norge och leiguliði på Island samt leigulendingur eller festari på Färöarna. En landbo skiljde sig från den självägande bonden – odalmannen.

#### Farmän
Handeln utvidgades under vikingatiden. Den sträckte sig i ett nät från de brittiska öarna till Ryssland, från Norden till de arabiska folken. Handelsmännen kallades farmän då de for ut på långväga resor till olika marknader. På en runsten från Gotland kan man läsa om den gutniske farmannen Ormika av Hejnum, vilken på sina färder besökte såväl Island, England, Grekland och Särkland (arabernas länder). De västliga utfärderna kallades att fara i västerled och de östliga i österled.
Nordmännen var framför allt annat opportunister. När tillfälle gavs och ett lättfånget byte visade sig, bytte man ofta handelsmannens våg mot vikingens svärd. På samma sätt övergavs plundringståg mot en övermäktig fiende, och handelskontakter knöts. I Egil Skallagrimssons saga kan man läsa om en nordman vid namn Björn Farman att han var: ”en stor farman, som ibland var ute i viking, ibland på fredliga köpfärder”.

#### Väringar
Väringarna var namnet på de nordmän som tog lejd hos den bysantinske kejsaren i dennes livgarde, och kallades av dem för väringalidet. På grekiska benämndes dessa män således för varangoi, vilket så småningom fick betydelsen nordmän i allmänhet. Namnet väring kommer troligen av det fornnordiska ordet vár, vilket betyder högtidligt löfte, ed. Väringarna kom sedermera att bilda en bysantinsk elittrupp som användes i reguljära strider. De var kända för sitt oförfärade mod och sin lojalitet, men även för sina nordiska dryckesvanor. Så många nordmän for iväg för att ta lejd i lidet att en medeltida svensk lag kungjorde att ingen man kunde utkräva sitt arv medan han förblev i Bysantium.
Väringarna förlitade sig på sina stora yxor som sitt huvudsakliga vapen, men de var också skickliga svärdsmän och bågskyttar. I vissa källor beskrivs de som beridna. Deras framgångar på slagfältet var vitt omtalade, i synnerhet mot lokala barbariska folkslag. Väringarna sattes endast in i strid under kritiska stunder eller där kampen var som hetast. Samtida bysantinska krönikörer noterar med skräckblandad fascination hur nordmännen attackerade med hänsynslös vrede och varken brydde sig om förlusten av blod eller sina sår.

#### Vikingar
Historiska museet skriver på sin temawebb om vikingar: Ordet viking finns på några få runstenar från perioden och verkar oftast betyda ungefär ”sjörövare”. Det var alltså inte namnet på ett folk eller en grupp. De allra flesta människor kallade sig inte så, utan levde ett fredligt jordbrukarliv.
De tidigaste beläggen för orden kommer från anglosaxisk-latinska ordlistor från 700-talet, där det förklaras med "pirata”, 'sjörövare'. I en anglosaxisk parafras på Andra Moseboken (Exodus), används uttrycket sæ-wícingas (hav- eller sjövikingar) vid passagen genom Röda Havet används om sönerna till Ruben, patriarken Jakobs äldste son och stamfader för Rubens stam, en av Israels tolv stammar.[källa behövs]
Samtliga källor fram till nationalromantiken framställer ordet viking i dess olika former som en översättning av latinets pirate, innan ordet pirat började användas i nordeuropeiska språk. Termen har inte i någon av dessa källor haft någon geografisk begränsning till Norden, utan har bland annat använts för pirater från Frisland, Skottland, Irland, Venden, Estland, Kaukasus, Kurland, Moriska (muslimska) Spanien, Makedonien, Israel och mer ospecificerat Österled (Österut).
Medan ledung var ett organiserat anfall eller ett permanent försvar, antingen av tinget eller kungen, användes ordet viking för olika former av löst organiserade attacker på handelsplatser och pirataktiviteter, vilka inte var organiserade av kungen eller tinget. Ordets etymologi är omtvistad, men det är vanligen synonymt med sjörövare, och försvinner under slutet av medeltiden, när ordet pirat istället började användas. Viking användes för all piratverksamhet, vilket gör att bibliska personer som sönerna till Ruben, patriarken Jakobs äldste son och stamfader för Rubens stam, en av Israels tolv stammar kallas vikingar, arabiska morer kallades vikingar, när de attackerade nordmän i Medelhavet, och den grekiske kungen Filip II av Makedonien omnämns i källorna som viking, när han under en tid bekostade en belägring genom sjöröveri. Många gånger när pirater beskrivs i litteraturen som just vikingar, vet vi inte var de kom ifrån, vistades mer permanent, eller varifrån de hade sitt etniska ursprung.

#### Brytar
Brytar var förvaltare på huvudgårdar som inte ägaren själv bodde på. Termen syftade på en man som hade uppsyn över trälar eller skötte en gård som han själv inte ägde. Även kvinnliga trälar kunde befordras; de kallades då deja, en benämning för piga, vilket sedan i betydelsen mjölkpiga fortlevde inom bondesamhället. Ofta hade bryten en förvaltande eller arbetsledande funktion.
Bryten kunde verka på en gård, också en jarls bryte eller en konungs bryte. Kungen hade till exempel en träl som vaktade en viss del av hans egendom och kallades bryte. Möjligen kan ordet härledas ur "bryta bröd", alltså att bryten serverade eller också provsmakade kungens mat, för att kontrollera om den var förgiftad eller inte.
Enligt norska landskapslagar från 1000- och 1100-talen var bryten ofri, men i danska lagar från slutet av 1100-talet och 1200-talet är alla brytar fria, vilket tyder på att deras juridiska status förändrats över tiden.
Senare blir bryte ett ämbete, en av kungens eller jarlens närmsta förtrogna. Ibland jämställs under medeltiden ämbetet bryte med jarlens.
I den medeltida Östgötalagen (ÖgL D XIV) talas om konungs bryte i Uppsala bo, jarls bryte i Rodens bo och biskops bryte i stavs och stols bo. Med bryte avses här en förvaltare som var satt att sköta huvudgården åt ägaren. Ibland likställs titeln med det i tyskspråkiga regioner vanliga Meier med varianterna Meyer, Mair, Mayr och Mayer, som var ansvariga för gårdar eller gods åt en annan ägare. Dessa Meiers skulle senare ofta ha tagit över gårdarna, men fortsatt att betala med råvaror och ur detta ord härleds möjligen termen mejeri. I Uppland var bryten träl under ägaren, medan bryten i Skåne i det närmaste ska ha varit delägare.

#### Deja
Deja var en benämning på en kvinnlig träl under den yngre järnåldern. Den manliga motsvarigheten var bryte. Senare, i början av nya tiden överfördes betydelsen till betrodd kvinnlig arbetare på lantgård. I gamla texter skrivs det deghia och anses komma från ordet deg. Därav har man dragit slutsatsen att det ursprungligen avsett bakerska.

#### Fostrar
Fostrar var ofria som även de hade högre status än andra trälar. Ordet har tolkats som "hemmafödd träl", det vill säga trälar som fötts på gården och inte införskaffats. Enligt Östgötalagen kunde fostrar visserligen säljas, men till skillnad från andra slavar endast under närvaro av vittnen. De fick även gifta sig med fria män eller kvinnor. Barnen i ett sådant äktenskap blev också fria. Enligt Äldre Västgötalagen fick änkor inte gifta om sig och gå ifrån bo och barn om de inte hade en fostre eller fostra som kunde förestå detta, och enligt Västmanlandslagen kunde fostrar ingå i ledungen.
Allteftersom kristendomen bredde ut sig i norra Europa blev efterfrågan på icke-kristna trälar större, och nordmännen blev ganska ensamma kring slavhandeln eftersom kristna inte fick handla med trälar. Möjligen kan detta vara anledningen till att trelleborgarna uppstod, som av vissa tolkats som marknader eller förvaringsplatser för trälar.

#### Trälar
En träl (fornnordiska þræl eller þræll, troligen ursprungligen betydande ungefär "springpojke") var en slav under nordisk järnålder och medeltid. Termen avsåg ursprungligen endast män; den kvinnliga motsvarigheten hette ambátt (troligen av galliskt latins ambactus, "tjänare"). Det juridiska och sociala tillstånd de levde under kallades träldom och var en form av slaveri.
Alla mer detaljerade källor som finns om träldomen stammar från medeltiden, då fenomenet var på tillbakagång, vilket gör det svårt att uttala sig om hur systemet såg ut under tidigare år. Speciellt är det svårt att avgöra exakt vilken status någon som tidigare benämns som "Þræl" eller "ambátt" hade; orden i sig implicerar inte ofrihet och det är möjligt att deras betydelse ändrats.
En människa kunde hamna i träldom på olika vis. Det vanligaste torde ha varit genom arv, då träldom var ärftligt. Träldom kunde även vara frivilligt efter nederlag, eller ett straff på begränsad tid eller livstid. Gåvträlar var fattiga som själva valt att överlämna sig på grund av svält eller annat (att ge sig frivilligt som träl kallades även Flatföring), och det var den formen av träldom som först förbjöds. Nordmän tog även trälar under krigståg i andra länder, vilket var ett huvudsyfte med plundringstågen; i viss mån kanske de också köpte trälar och sålde vidare. Sista gången som förordnande om trälar meddelats i Sverige är i den stadga, som Magnus Eriksson gav 1335 under sin eriksgata. Där påbjöds att den som i Västergötlands eller Värends lagsagor föddes av kristen man eller kvinna, aldrig skulle vara träl eller bära träls namn. Äldre föreskrifter av liknande art har meddelats redan förut för andra landsändar. Förbud mot att ge sig till träl (gåvträldom) skall ha utfärdats redan av Birger jarl. I privaträttsliga urkunder omtalas, förutom ett enda undantag (Arnö 2 juni 1304), ej träldom som bestående efter 1200-talets slut.
Tunneupproret
Trälen Tunne är inte historiskt belagd, men omnämns av Snorre Sturlasson i Ynglingasagan) som "Kung" Tunne av Svitjod, en träl under Egil "Tunnadolg" av Skilfingaätten son till Ane den gamle. Tunne var en träl, upprorsledare och slutligen hövding av Svitjod, och ledde enligt sagan ett uppror och utkämpade flertal slag mot Egil, och kung Egil förlorade dem alla. Efter detta flydde Egil landet till kung Frode den starke på Själland. Han lovade betala skatt till Frode om han hjälpte honom att bli av med Tunne. Egil återvände med en stor här av kung Frodes män och envigskämpar. Det blev ett stort slag där Tunne stupade och upproret slogs ner.

## Berömda nordmän
- Björn Järnsida, son till Ragnar Lodbrok, plundrade i Italien.
- Egil Skallagrimsson, isländsk krigare och skald.
- Erik den röde, kolonisatör av Grönland.
- Erik Segersäll, kung av Sverige. Besegrade sin brorson Styrbjörn Starke i slaget vid Fyrisvallarna och lade under sig Danmark.
- Erik Väderhatt, legendarisk svensk kung i slutet av 800-talet, skall ha erövrat områden i Finland samt Kurland och Estland.
- Gardar Svavarsson, ursprungligen från Sverige, Islands upptäckare enligt vissa källor.
- Gånge-Rolf, Normandiets grundare.
- Harald Blåtand, dansk kung, son till Gorm den gamle, far till Sven Tveskägg och farfar till Knut den store. Lade under sig hela Danmark samt Norge och införde kristendomen som enda religion i Danmark.
- Harald Hårfager, den förste kungen av Norge. Skall ha enat de norska fylkena med våld mellan åren 870 och 930.
- Harald Hårdråde. Halvbror till Olav den helige, verkade som ledare för väringalidet i Bysantium, blev så småningom kung av Norge. Försökte återskapa Knut den stores Nordsjövälde, men misslyckades med att erövra Danmark och dog så småningom i slaget vid Stamford Bridge år 1066 efter att ha försökt erövra England.
- Håstein, en hövding som plundrade i medelhavsområdet. Son till Ragnar Lodbrok.
- Helge av Kiev, svensk som grundade det första ryska riket och ledde ett flertal attacker mot Konstantinopel
- Hoskuld och Dyre, legendariska svenska erövrare av Kiev.
- Ingvar Röriksson, svensk härskare av Kievriket under förra halvan av 900-talet, efterträdare till Helge av Kiev och son till Rurik (Rörik). Plundrade araberna vid Kaspiska havet och belägrade Konstantinopel två gånger.
- Ingvar Vittfarne, ledaren av det sista kända svenska vikingatåget med syfte att plundra Kaspiska havets kuster.
- Ivar Benlös, handikappad viking som erövrade York, trots att han var tvungen att bli framburen på en sköld. Skall ha varit son till Ragnar Lodbrok.
- Leif Eriksson, Vinlands (Amerika) upptäckare, son till Erik den röde.
- Knut den store, kung av Danmark, Norge, England och delar av Sverige, var kanske den störste nordmannakungen. Han var son till Sven Tveskägg, och sonson till Harald Blåtand.
- Olav den helige, skyddshelgon av Norge. Var kung över detta land mellan år 1015 och 1030.
- Olav Tryggvason, kung av Norge från år 995 till 1000. Ihågkommen som en aggressiv omvändare av hedningar.
- Olof Skötkonung, kung av Sverige i slutet av 900-talet och början av 1000-talet.
- Ragnar Lodbrok, belägrade Paris. En legendarisk viking i fornnordisk litteratur.
- Rurik, svensk grundare av den första ryska härskardynastin.
- Skoglar-Toste, svensk viking från Västergötland, far till Sigrid Storråda som enligt sagorna varit drottning av Sverige och gift med kung Erik Segersäll. Toste skall ha lett ett vikingatåg till England och där utkrävt danagäld.
- Styrbjörn Starke, svensk viking, brorson till Erik Segersäll och ledare för Jomsvikingarna. Försökte med dansk hjälp erövra den svenska kungatronen, men föll i slaget vid Fyrisvallarna.
- Sven Tveskägg, kung av Danmark, Norge, och England.
- Ubbe Ragnarsson, plundrade i England och dödades 878 i slaget vid Cynwit. Skall ha varit son till Ragnar Lodbrok.